# Ellipteroides clitellatus
Ellipteroides clitellatus är en tvåvingeart som först beskrevs av Alexander 1934.  Ellipteroides clitellatus ingår i släktet Ellipteroides och familjen småharkrankar.
Artens utbredningsområde är Taiwan. Inga underarter finns listade i Catalogue of Life.